# Antoine Forqueray
Antoine Forqueray (París, 1671 - Mantes-la-Jolie, 1745) fou un compositor francès i intèrpret virtuós de la viola de gamba.
Fou el més conegut d'una nissaga de músics, entre els quals es troben el seu cosí Michel Forqueray (1681-1757), el seu fill Jean-Baptiste (1699-1782) i Nicolas-Gilles Forqueray, el qual era cosí segon de Jean-Baptiste.
Als onze anys actuà davant el rei Lluís XIV i el 1689 va ser nomenat músic de cambra del rei, passant després a professor de música de Felip, Duc d'Orleans. Fou el viola-gambista més conegut del seu temps i també les seves Pieces de viole assoliren un bon èxit, superades tan sols per les composicions de Marais.
Deixà més de 300 peces, reunides i publicades en cinc col·leccions i adaptades també per a clavicèmbal pel seu fill Jean-Baptiste. El 1736 es retirà a Mantes, on va romandre fins a la seva mort.